# Florian Abel
Florian Abel, uváděný i jako Floris Abel (? Kolín nad Rýnem - konec května 1565 Praha ?) vytvořil kreslené předlohy pro náhrobek císaře Maxmiliána I. v Innsbrucku a část předloh pro Melantrichovu bibli z roku 1570. Před rokem 1550 byl jmenován dvorním malířem císaře Ferdinanda I. Habsburského.

## Životopisná data
Florian Abel se svými bratry Bernhardem a Arnoldem pocházeli z Porýní. Florian se v Praze objevil nejpozději v roce 1553. Působil zde jako dvorní malíř, ale přesto v roce 1556 vstoupil do staroměstského malířského cechu a mohl mít proto i své učedníky. Jeho malířské schopnosti dokládají kresebné návrhy na náhrobek císaře Maxmiliána I. pro františkánský dvorní kostel (Hofkirche) v Innsbrucku. Smlouvu na provedení tohoto díla Florian Abel uzavřel v dubnu 1561. Realizací Florianových návrhů byli pověřeni jeho bratři, sochaři Bernhard a Arnold, kteří však zemřeli rychle po sobě (prosinec 1563 a leden 1564). O dalších životních osudech Floriana Abela chybějí ověřené informace. Ví se jen, že počátkem roku 1565 nechal sepsat svou závěť a již v květnu téhož roku v Praze zemřel.

## Umělecká tvorba

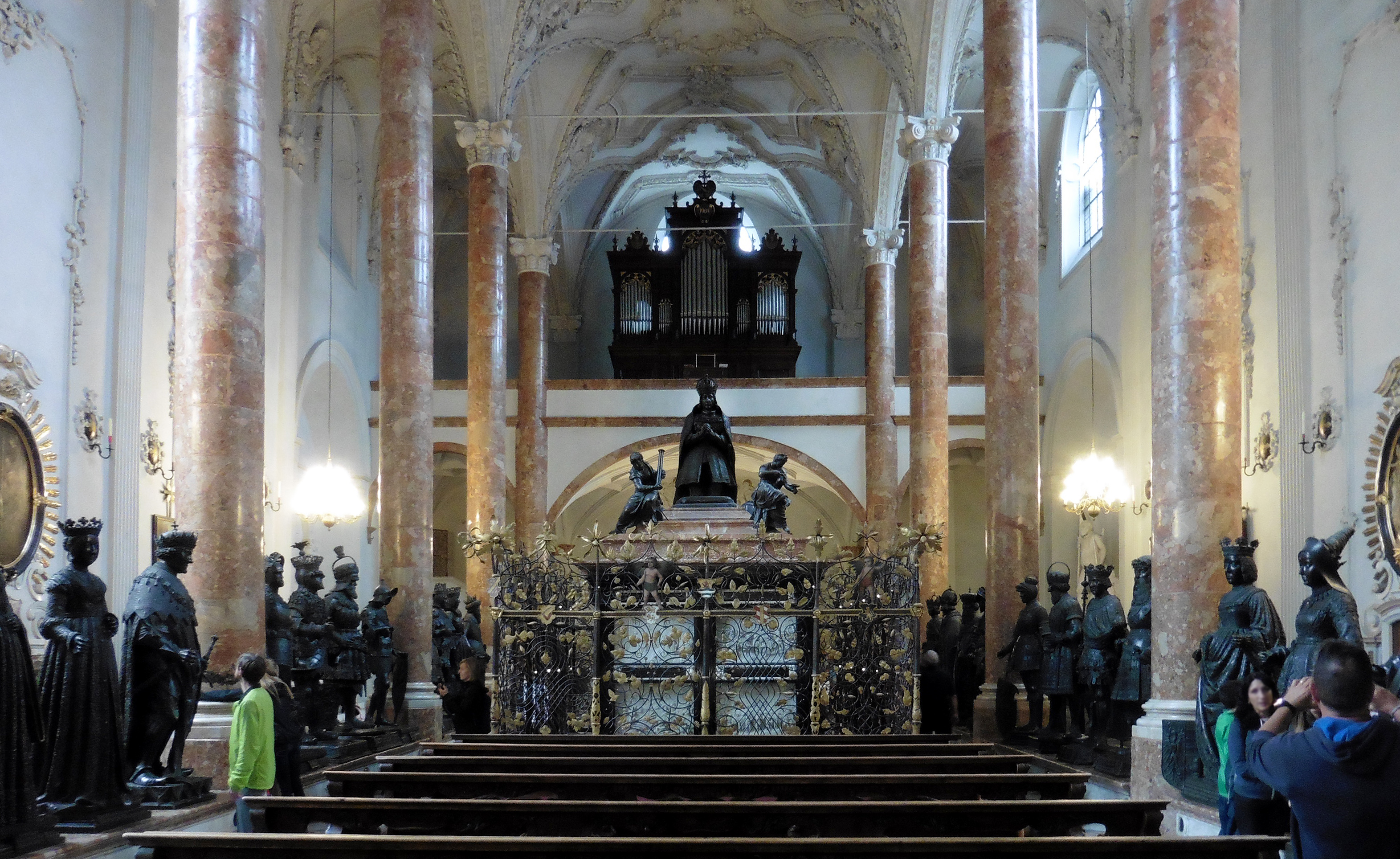
Kenotaf císaře Maxmiliána I. Habsburského (Hofkirche, Innsbruck). Mramorové desky s reliéfy ze života Maxmiliána I. zhotovil Alexander Colin z Mechelen dle nákresů Floriana Abela.

Za stěžejní dílo německé renesance je považován náhrobek císaře Maxmiliána I. Habsburského. Ve skutečnosti se jedná o kenotaf, neboť císař v něm nebyl nikdy pohřben. Pro tento náhrobek Florian Abel navrhl 24 reliéfů ze života císaře Maxmiliána I., na jejichž zhotovení se zpočátku podíleli Florianovi bratři, ale nakonec většinu reliéfů zhotovil vlámský sochař Alexander Colin (1527/29-1612). Náhrobek obklopuje kovaná mříž, kterou zhotovil Jörg Smidhammer (?-1577), umělecký zámečník a puškař z Prahy. Kolem obvodu je rozmístěno 28 bronzových soch v nadživotní velikosti. Představují Maxmiliánovy předky a historické i legendární panovníky. Sochy byly odlity v letech 1502 až 1555 podle návrhů různých malířů a sochařů, včetně Albrechta Dürera a Veita Stosse. Vlastní odlití soch do bronzu provedli Peter Vischer, Stefan Godl a bratři Löfflerové.

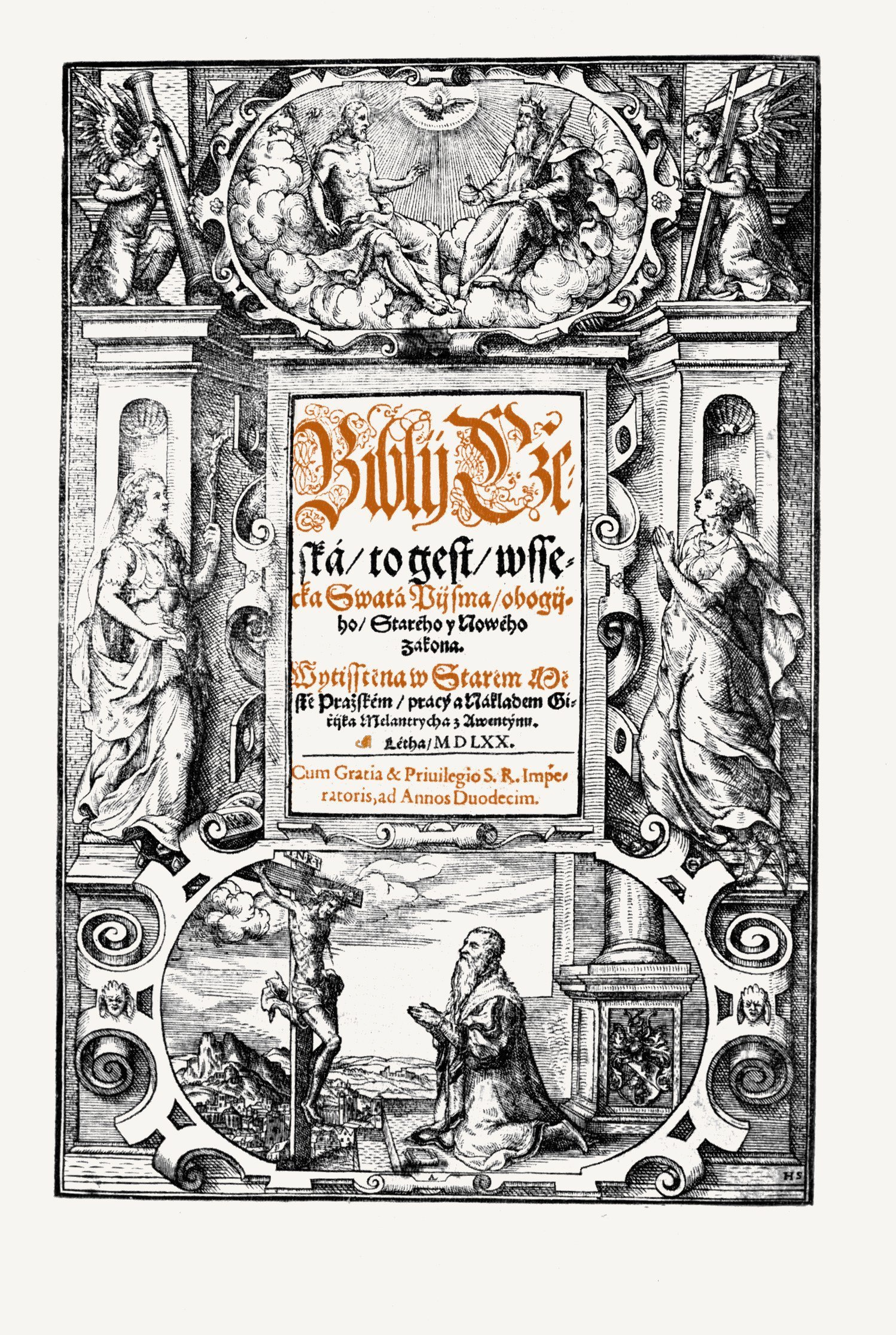
Titulní list Melantrichovy bible (1570) navrhl Ambrož Ledecký, vyřezalk monogamista HS.

Florian Abel se přátelil s řadou pražských měšťanů, jmenovitě s Jiřím Melantrichem z Aventina (1511?-1580). Melantrichovým významným počinem bylo vydání Biblí české, která za jeho života byla ještě vy několikrát vytištěna. Na vysoké výtvarné kvalitě Melantrichova vydání bible v roce 1570 se svými návrhy na 17 dřevořezů podílel Florian Abel. Protože v roce 1565 zemřel, zbývající část dřevořezů vytvořil Francesco Terzio (1523-1591). Titulní list znázorňuje Nejsvětější Trojici s anděly nesoucími nástroje Kristova umučení. Ve střední části jsou dvě postavy personifikující Víru a Naději. V dolní třetině listu je postava klečícího Jiřího Melantricha v kožichu, jak se modlí před křížem. Dřevořezy použité v tomto vydání dokládají nové pojetí knižní ilustrace odkazující na vysokou úroveň evropské grafické tvorby té doby.

## Umělecko-historický význam díla Floriana Abela
Hlavní prací Floriana Abela byl návrh mauzolea (kenotafu) Maxmiliána I. v dvorním kostele v Innsbrucku, včetně návrhů na 22 mramorových reliéfů znázorňujících scény z císařova života. Náhrobek obklopený bronzovými sochami panovníků patří k vrcholům renesanční plastiky na sever od Alp. Abelovy kresebné návrhy na dřevořezy pro Melantrichovu Biblí českou představují nové pojetí knižní ilustrace v Českých zemích.